# Lasiodiscus holtzii
Lasiodiscus holtzii är en brakvedsväxtart som beskrevs av Adolf Engler. Lasiodiscus holtzii ingår i släktet Lasiodiscus och familjen brakvedsväxter. Inga underarter finns listade i Catalogue of Life.